# Cratere Clerke
Clerke  è il nome di un piccolo cratere lunare da impatto intitolato all'astronoma e divulgatrice statunitense Agnes Mary Clerke. Clerke è situato vicino al margine orientale del Mare Serenitatis, nei pressi di un sistema di rime denominato Rimae Littrow, per la vicinanza col cratere Littrow, più a est. 
Il cratere è approssimativamente circolare ed a forma di tazza, con un'albedo relativamente alta. In una vicina valle, verso sud-est, vi è il sito di atterraggio della missione Apollo 17.
Clerke, che prima si chiamava 'Littrow B', è stato così denominato dalla Unione Astronomica Internazionale.